# جيم أهيرن
جيم أهيرن (بالإنجليزية: Jim Ahern)‏ هو لاعب غولف أمريكي، ولد في 26 فبراير 1949 في دولوث في الولايات المتحدة.

## وصلات خارجية
- جيم أهيرن على موقع رابطة لاعبي الغولف المحترفين (الإنجليزية)